# Karolína Beránková
Karolína Beránková (* 4. Oktober 2000 in Prag) ist eine tschechische Tennisspielerin.

## Karriere
Beránková begann mit fünf Jahren das Tennisspielen und bevorzugt Hartplätze. Sie spielt vor allem Turniere der ITF Women’s World Tennis Tour, wo sie bislang drei Titel im Doppel gewinnen konnte.
2015 nahm Karolína Beránková an der Europäischen Jugendolympiade teil.
2017 erhielt Beránková eine Wildcard für die Qualifikation zu den J&T Banka Prague Open, ihre erste Turnierteilnahme bei einem Turnier der WTA Tour. In der ersten Runde besiegte sie Virginie Razzano 5:7, 6:3 und 6:3, scheiterte allerdings in der zweiten Runde an Lucie Hradecká mit 3:6 und 3:6. In Wimbledon unterlag sie in der ersten Runde des Hauptfelds des Juniorinneneinzels der Qualifikantin Jule Niemeier mit 1:6 und 5:7. Im Juniorinnendoppel trat sie mit Sofja Lansere an, die Paarung verlor aber bereits ebenfalls in der ersten Runde gegen Camila Osorio und Thaisa Grana Pedretti mit 3:6 und 3:6.
2018 trat sie bei den Australian Open im Juniorinneneinzel an, unterlag dort in der ersten Runde Yūki Naitō mit 2:6 und 4:6. Im Juniorinnendoppel trat sie mit Ania Hertel an. Die beiden verloren in der ersten Runde gegen Viktória Morvayová und Nika Radišić mit 6:1, 2:6 und [3:10]. Für die Qualifikation zu den J&T Banka Prague Open erhielt sie wieder eine Wildcard, verlor aber gegen Wiktorija Tomowa mit 5:7 und 1:6. Beim ITF Future Nord 2018 erreichte sie mit einem Sieg gegen die Qualifikantin Sofia Gorovits das Achtelfinale, wo sie gegen Lisa Ponomar mit 3:6 und 0:6 verlor.

### College Tennis
Seit 2020 tritt Beránková im Damentennis-Team der Blue Devils der Duke University an.

## Turniersiege

### Doppel
| Nr. | Datum            | Turnier            | Kategorie   | Belag           | Partnerin             | Finalgegnerinnen                  | Ergebnis         |
| --- | ---------------- | ------------------ | ----------- | --------------- | --------------------- | --------------------------------- | ---------------- |
| 1.  | 9. Dezember 2018 | Jablonec nad Nisou | ITF $15.000 | Teppich (Halle) | Barbora Miklová       | Karolína Kubáňová Nikola Tomanová | 7:5, 6:4         |
| 2.  | 12. Januar 2019  | Monastir           | ITF W15     | Hartplatz       | Taissija Patschkalewa | Ruxandra Schech Jantje Tilbuerger | 6:2, 6:3         |
| 3.  | 27. April 2019   | Tabarka            | ITF W15     | Sand            | Angelica Moratelli    | Sarah Lee Chelsea Vanhoutte       | 7:5, 4:6, [10:7] |

## Persönliches
Karolína ist die Tochter von David Beranek and Šárka Berankova und hat einen jüngeren Bruder Filip.